# Atheismusstreit
Der Atheismusstreit war eine religionsphilosophische Auseinandersetzung im Herzogtum Sachsen-Weimar-Eisenach in den Jahren 1798 und 1799, die von dem Philosophen Friedrich Karl Forberg und dem damals an der Universität Jena lehrenden Philosophieprofessor Johann Gottlieb Fichte ausgelöst wurde und zur Entlassung bzw. zum erzwungenen Rücktritt Fichtes von seiner Professur führte.
Forberg hatte sich in dem von Fichte (und Friedrich Immanuel Niethammer) herausgegebenen Philosophischen Journal vom Dezember 1798 in seinem Beitrag Entwickelung des Begriffs Religion von der Religion distanziert und Fichte hatte diesen Beitrag mit seinem Aufsatz Über den Grund unseres Glaubens an eine göttliche Weltregierung eingeleitet, ihm teilweise zugestimmt, aber auch Gegenargumente vorgetragen. Der Streit drehte sich um das Verhältnis Gottes zur Welt bzw. die Möglichkeit einer moralischen Weltordnung ohne die Notwendigkeit der Existenz Gottes. Darüber hatte sich die Kirchenverwaltung in Sachsen empört und die Zeitschrift verboten. So geriet der Herzog in Konflikt mit seinem sächsischen Kollegen, dem Kurfürsten Friedrich August I. Fichte wurde vom Herzog von Sachsen-Weimar-Eisenach, Carl August, zum Rücktritt gezwungen.
Die Bezeichnung der Kontroverse erscheint irreführend, da Fichte gar keine atheistische Position vertrat. Er wehrte sich nur gegen eine anthropomorphe, auf menschlichen Vorstellungen beruhende Gottesvorstellung, da diese seines Erachtens zwingend dazu führe, Gott kleiner und sogar endlich zu denken. Gott sei vielmehr größer als die Vorstellungskraft des Menschen, weshalb man ihn auch nicht als Person denken dürfe. Im Jahr 1799 wurden Forberg und Fichte gleichwohl wegen der Verbreitung atheistischer Ideen und Gottlosigkeit (Asebie) angeklagt.
Johann Wolfgang von Goethe, der seinen Landesherrn in dieser Frage beriet, stand Fichte am Anfang kritischer als der Herzog gegenüber. Der meinte nach Fichtes Antrittsbesuch 1794, er sei „ein sehr gescheuter Mann, von dem schwerlich etwas Unbesonnenes oder Gesellschaftswidriges kommen kann.“ Im Lauf der Jahre zeigte Goethe sich aber von Fichtes Ideen beeindruckt und fand viele Parallelen zu seinem eigenen Denken. Nun sorgte er dafür, dass Fichte Gelegenheit fand, sich zu rechtfertigen. Dieser Versuch misslang, weil Fichte seine Erklärungen mit einem in anmaßendem Ton abgefassten Begleitbrief versah, in dem er die Möglichkeit seines Rücktritts andeutete. Die herzogliche Verwaltung wollte das bewusst missverstehen und nahm unverzüglich seinen Rücktritt an, nachdem der Herzog geäußert hatte: „Wir werden unsere ganze Universität ruinieren um der geschmacklosen thorheit eines ephemeren Geistes krankheit zu schonen. Menschen, die nicht wissen was sie der allgemeinen Geschicklichkeit zu liebe, verschweigen oder wenigstens nicht öffentlich sagen sollen, sind höchst unbrauchbar und schädlich.“ Auch von einigen früheren Studenten wurde Fichte kritisiert, so etwa von dem, an der Schwelle zu seiner akademischen Laufbahn stehenden Paul Johann Anselm Feuerbach,(Dr. phil. seit 12. September 1795, Dr. jur. seit 15. Januar 1799).
Fichte schrieb später dazu: „Es ist nicht mein Atheismus, den sie gerichtlich verfolgen, es ist mein Demokratismus. Der erstere hat nur die Veranlassung hergegeben.“ Die Dokumente bestätigen das: Der Weimarische Geheimrat Christian Gottlob Voigt bestätigte in einem Schreiben an seinen Ratskollegen Johann Wolfgang von Goethe, der Brief, in dem Fichte mit seinem Rücktritt gedroht hatte, habe den „Anlaß“ gegeben, den die Räte gesucht hatten, Fichte „wieder loszuwerden“. Das Kurfürstentum Sachsen und das Königreich Preußen hatten der Universität Jena mit einer Immatrikulationssperre für ihre Landeskinder gedroht, sollte Fichte in seinem Lehramt bleiben; Russland und Österreich hatten einen Boykott schon verhängt. Der eigentliche Stein des Anstosses waren die 1793 anonym publizierten revolutionsfreundlichen Schriften Fichtes, Zurückforderung der Denkfreiheit von den Fürsten Europens, die sie bisher unterdrückten und Beiträge zur Berichtigung der Urteile des Publikums über die Französische Revolution. Goethe forderte seine Briefe an Voigt in der Entlassungs-Affäre zurück und vernichtete sie. Die Entlassung Fichtes löste den Abgang vieler Studenten und einiger Dozenten von der Universität Jena aus.